# Эрзац
Эрза́ц (нем. Ersatz — «заменитель»), или суррога́т — неполноценный заменитель чего-либо.

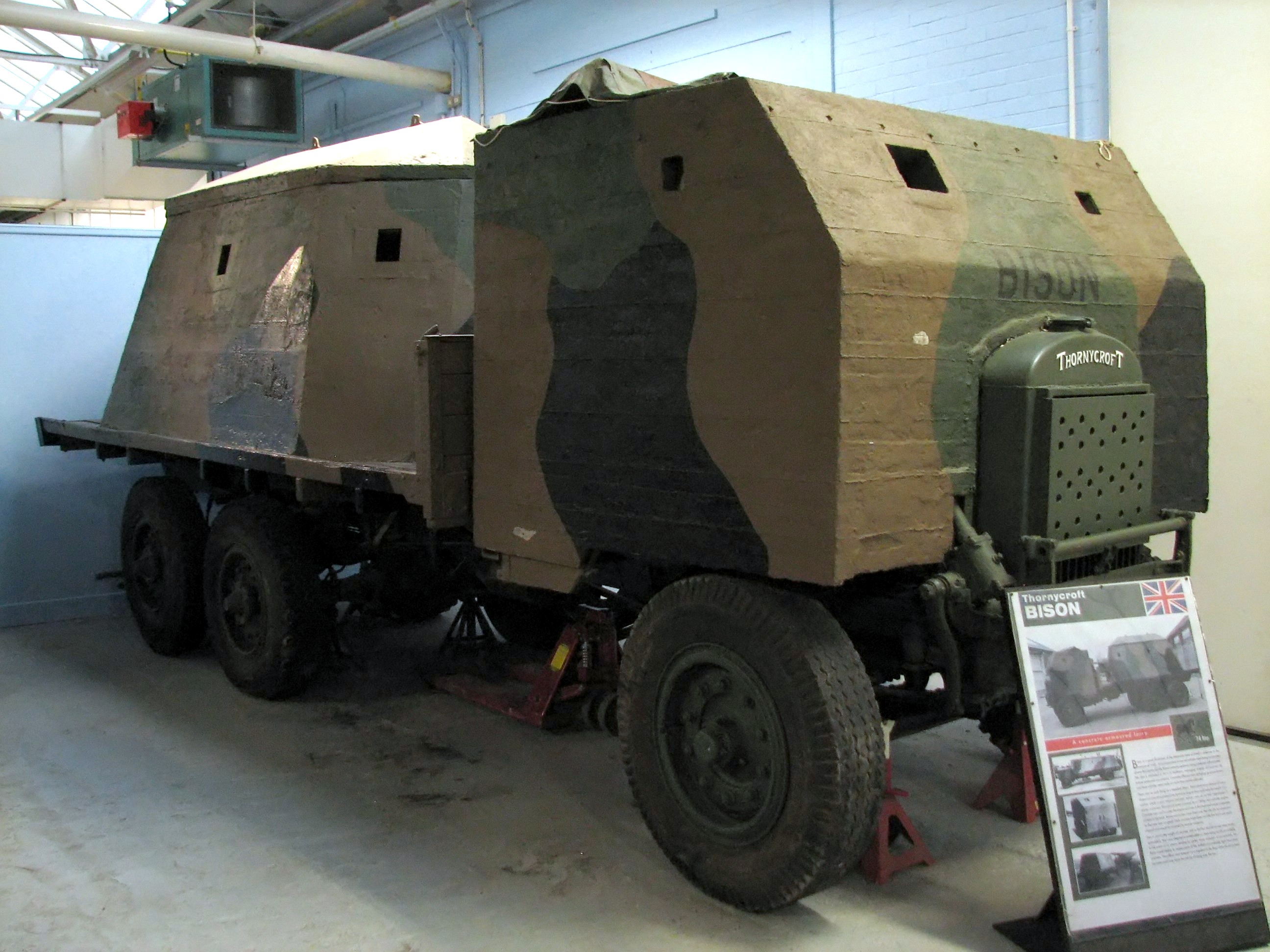
Британский эрзац-бронеавтомобиль «(Бизон (бронеавтомобиль))» с бетонной бронёй

Понятие «эрзац» стало широко применяться во время Первой мировой войны, когда в Германии из-за огромного недостатка стратегических продуктов сливочное масло стали заменять маргарином, сахар — сахарином, a кофе — цикорием.
Эрзацы менее дефицитны или более дёшевы в изготовлении, либо сделаны из материалов, которые являются доступными. Одним из эрзац-продуктов, созданных в это время, был синтетический каучук.

Однако образованные студенты, усердные чиновники или умеющие хорошо чистить винтовку, метко стрелять и лихо козырять при виде начальства солдаты и унтера, как выяснилось, далеко не всегда обладали главной способностью офицера — навыком управлять людьми и вести за собой. Не умея заслужить авторитет у солдатской массы, многие из этих «эрзац-офицеров» начинали применять кулаки в качестве основного аргумента в общении с подчиненными.— Юрий Бахурин, историк, «Полковник Романов: К вопросу о военном профессионализме Николая II»
Этим словом нередко обозначают продукты культурного происхождения[уточнить].

## Примеры некоторых эрзац-продуктов

### Эрзац-хлеб
Во время Первой мировой войны Германия испытала отчаянный недостаток продовольствия. Так появился «Kriegsbrot» (военный хлеб). Этот хлеб был вполне приемлем для потребления. Он состоял из 55 % ржи, 25 % пшеницы и 20 % картофельного порошка, сахара и жиров.
Такова первоначальная рецептура, но рожь и пшеница были не всегда доступны. Постепенно в рецепт хлеба были введены овёс, кукуруза, ячмень, бобы, горох и гречневая крупа.

### Гороховая колбаса
Гороховая колбаса была одним из повседневных продуктов питания немецких солдат в XIX и XX веках вплоть до конца Второй мировой войны. Немцы всегда ценили горох как пищевой продукт и для повышения выносливости солдат изменили систему их повседневного питания в походе. Результатом работы армейских диетологов стал продукт, получивший название «гороховая колбаса», изготавливаемый из гороховой муки с добавлением сала и мясного сока. Колбаса делалась двух видов: с ветчиной и солониной.

### Эрзац-валенки
Поскольку первоначальный план войны Германии с СССР предполагал блицкриг, подготовка зимнего обмундирования для вермахта не велась. После того, как план молниеносной войны провалился, в немецкой армии на восточном фронте возникла потребность в зимнем обмундировании и, в частности, обуви. Эта проблема решалась реквизированием валенок у населения на оккупированной территории и производством валенок русского образца. Однако полностью обеспечить армию этим видом обуви в кратчайшие сроки было невозможно ввиду нехватки сырья, времени и производственных мощностей. Для удовлетворения потребности армии в зимней обуви интендантская служба начала поставлять плетёные из полос прессованной соломы эрзац-валенки (лапти или галоши), надевавшиеся сверху на обычные немецкие ботинки. Как правило эрзац-валенки надевали солдаты, заступавшие в караул. Передвигаться в этой обуви солдатам было сложно.

### Эрзац-кожа
Эрзац-версия ремня рядового солдата вермахта времен Второй мировой войны в конце войны представлял собой ремень из «пресс-штоффа» (нем. pressen — давить, Stoff — материал) или искусственной кожи, выпускавшийся в целях экономии сырья.

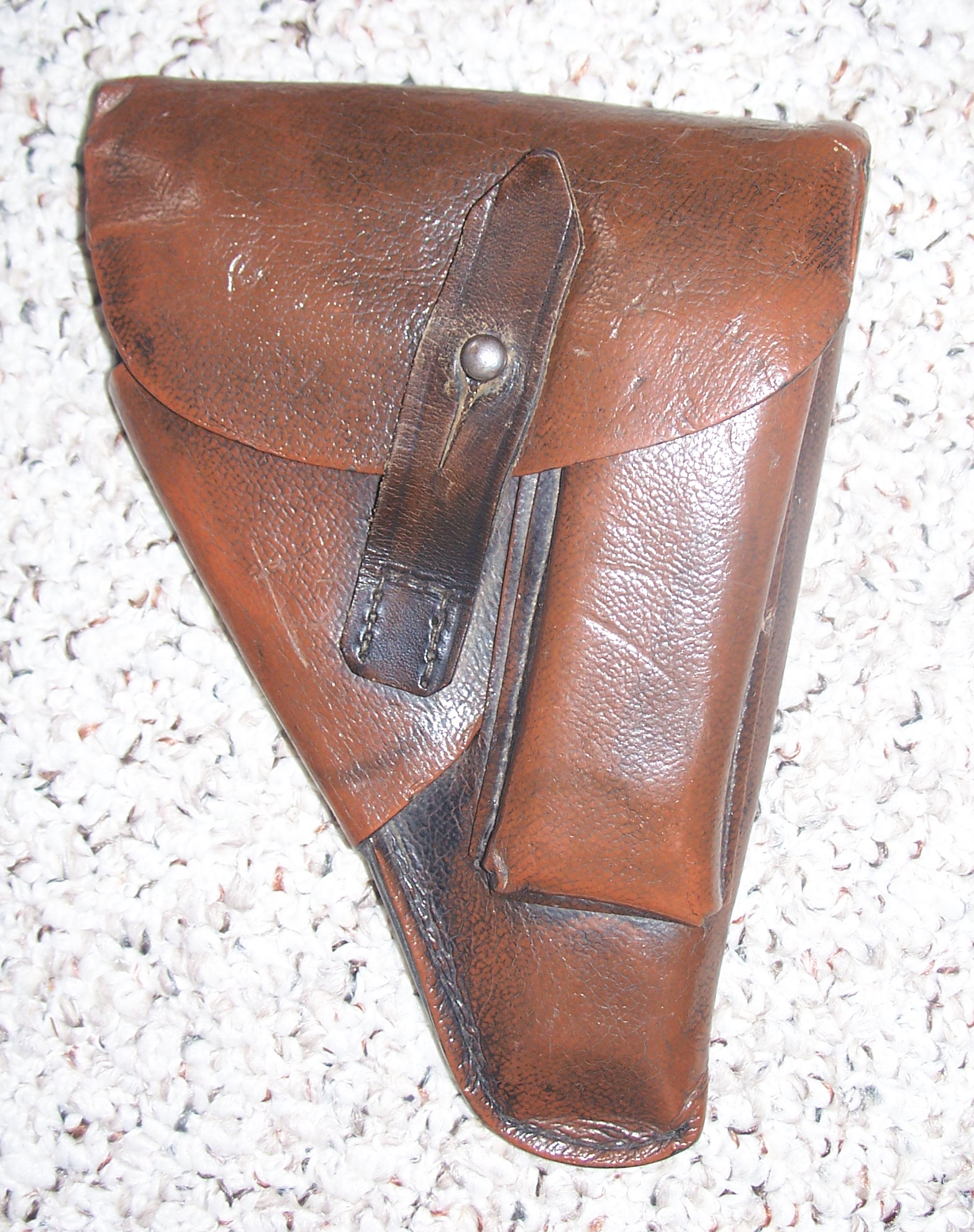
Кобура для пистолета Dreyse M1907 из пресс-штоффа

Главного героя фильма «Проверка на дорогах» Лазарева, когда он хочет повеситься, спасает плохое качество ремня:

— Хорошо, хоть ремешок немецкий — эрзац-кожа, дрянь. А то бы конец.
В СССР именно в годы Великой Отечественной войны советским учёным потребовалось целых полтора года на усовершенствование ломкого и трескающегося материала — кирзы, производство которой было продолжено и после войны.

### Эрзац-шерсть
В конце Второй мировой войны вместо стандартных шерстяных одеял для рядового состава Вермахта выпускались серые и коричневатые одеяла из низкокачественной эрзац-шерсти с добавлением искусственного шёлка и полосами разной ширины и цвета.

### Эрзац-топливо
В начале Первой мировой войны спиртозаводчики Южнорусского края (ныне Украина) экспериментальным путём научились использовать излишки водки как заменитель керосина и угля в народном хозяйстве, а также вместо бензина для двигателей внутреннего сгорания (в последнем случае использовалась смесь 9/1 спирта к бензину). Их изобретение не получило широкого распространения по причине отсутствия дефицита горючего в стране.
Во время Второй мировой войны Германия в значительной степени удовлетворяла свои нужды в топливе за счёт создания производственных мощностей для переработки угля в жидкое топливо.

### Эрзац-оружие
Примерами эрзац-оружия являются американские пистолеты FP-45 «Освободитель» и Deer Gun, пластиковый пистолет Liberator, а также британский пистолет-пулемёт STEN, советский пистолет-пулемёт Коровина, польский пистолет-пулемёт Блыскавица и немецкий полуавтоматический карабин Volkssturmgewehr 1-5.

### Эрзац-бронетехника
Типичными представителями этого класса являются советские лёгкие САУ ХТЗ-16 и ЗИС-30, а также лёгкий танк НИ-1 и испанские тизнаосы.

### Эрзац-авиация
Единственным серийным эрзац-боевым самолётом был немецкий реактивный истребитель He-162. Также у британцев имелся проект Miles M.20